# ダウン・トゥ・アース (レインボーのアルバム)
『ダウン・トゥ・アース』 (Down to Earth) は、1979年に発表されたレインボーのアルバム。

## 概要
1978年12月、リッチー・ブラックモアと共に結成以来のメンバーだったロニー・ジェイムス・ディオが、目指す音楽の方向性が明確に差が出てしまったことを理由に脱退。ボブ・デイズリー（ベース）とデヴィッド・ストーン（キーボード）もディオに続き、結果的に最も早くから脱退の意思を表していたコージー・パウエルだけが残留した。
パウエルの推薦でドン・エイリー（キーボード）が加入。また当初は作曲とプロデュースに招聘されたロジャー・グローヴァーが、ブラックモアの強い要請によりベーシストとして加入。さらにマーブルスという二人組の「オンリー・ワン・ウーマン」（1968年）を聴いたブラックモアの発案でグラハム・ボネット（ボーカル）が1979年3月に加入した。
ディオ脱退後の最初のアルバムになった本作は、フランスのシャトー・デュ・パラスという古城で、ジェスロ・タルのイアン・アンダーソンが所有する移動式スタジオ「メゾン・ルージュ・モービル」を使用して、新メンバーが決定する前の1979年3月から制作された。
最初にシングル・カットされた「シンス・ユー・ビーン・ゴーン」はラス・バラードの曲のカバー。この曲はレインボーのオリジナル曲にはあまり見られなかった明るくてポップな作風を有しており、彼等にとって初の全英シングル・チャートでのトップ10入り（最高6位）、全米シングル・チャートへのチャート・イン（最高57位）を果たすヒットになった。しかし一方では一部のファンから批判され、パウエルも演奏したくないと発言した。

## 収録曲
1. オール・ナイト・ロング All Night Long - 3:53
2. アイズ・オブ・ザ・ワールド Eyes of the World - 6:42
3. ノー・タイム・トゥ・ルーズ No Time to Lose - 3:45
4. メイキン・ラヴ Makin' Love - 4:38
5. シンス・ユー・ビーン・ゴーン Since You Been Gone - 3:25
6. ラヴズ・ノー・フレンド Love's No Friend - 4:55
7. デンジャー・ゾーン Danger Zone - 4:31
8. ロスト・イン・ハリウッド Lost in Hollywood - 4:51

※ LP盤ではトラック1-4がA面、5-8がB面に収録された。

## メンバー
- グラハム・ボネット - ボーカル
- リッチー・ブラックモア - ギター
- コージー・パウエル - ドラムス
- ドン・エイリー - キーボード
- ロジャー・グローヴァー - ベース

## カヴァー
- 西城秀樹 - 1980年7月18日に後楽園球場での第3回コンサート『BIG GAME'80 HIDEKI』にて、このアルバムから下記３曲をカヴァーしている。
  - オール・ナイト・ロング All Night Long
  - アイズ・オブ・ザ・ワールド Eyes of the World
  - ロスト・イン・ハリウッド Lost in Hollywood
- 本城未沙子『魔女伝説〜Messiah's Blessing』（1982年）Lost in Hollywoodのカヴァー収録。